# McKenzie Island
McKenzie Island – wyspa na jeziorze Red Lake oraz część gminy Red Lake w Kanadzie w Ontario. Obecnie zamieszkana przez 70 osób.
Historia osadnictwa na wyspie rozpoczęła się w 1804, kiedy Donald McKenzie z Kompanii Północno-Zachodniej założył na niej punkt handlowy. W 1933 rozpoczęto na wyspie wydobycie złota. W 1937 otwarto drugą kopalnię - Gold Eagle. Wkrótce na wyspie utworzyły się dwie osady: Finntown i McKenzie Island/Gold Eagle.